# NGC 3032
NGC 3032 (również PGC 28424 lub UGC 5292) – galaktyka soczewkowata (SB0), znajdująca się w gwiazdozbiorze Lwa. Odkrył ją John Herschel 24 grudnia 1827 roku. Jest to galaktyka z aktywnym jądrem.